# Palazzo Bellini delle Stelle
Palazzo Bellini delle Stelle è un edificio storico del centro di Firenze, situato in borgo Pinti 26. Fu casa e laboratorio dello scultore Giambologna e di altri scultori come Pietro Tacca e Giovanni Battista Foggini.

## Storia e descrizione
Questa zona nel Cinquecento era abitata da molti artisti, per la sua vicinanza con l'Accademia delle arti del disegno, allora situata nella basilica della Santissima Annunziata presso la cappella di San Luca. Vissero ad esempio da queste Pontormo (casa in via della Colonna), Perugino, Andrea del Sarto (nella casa in via Giusti), Federico Zuccari (a palazzo Zuccari) i fratelli Da Sangallo (a palazzo Ximenes da Sangallo), ecc.

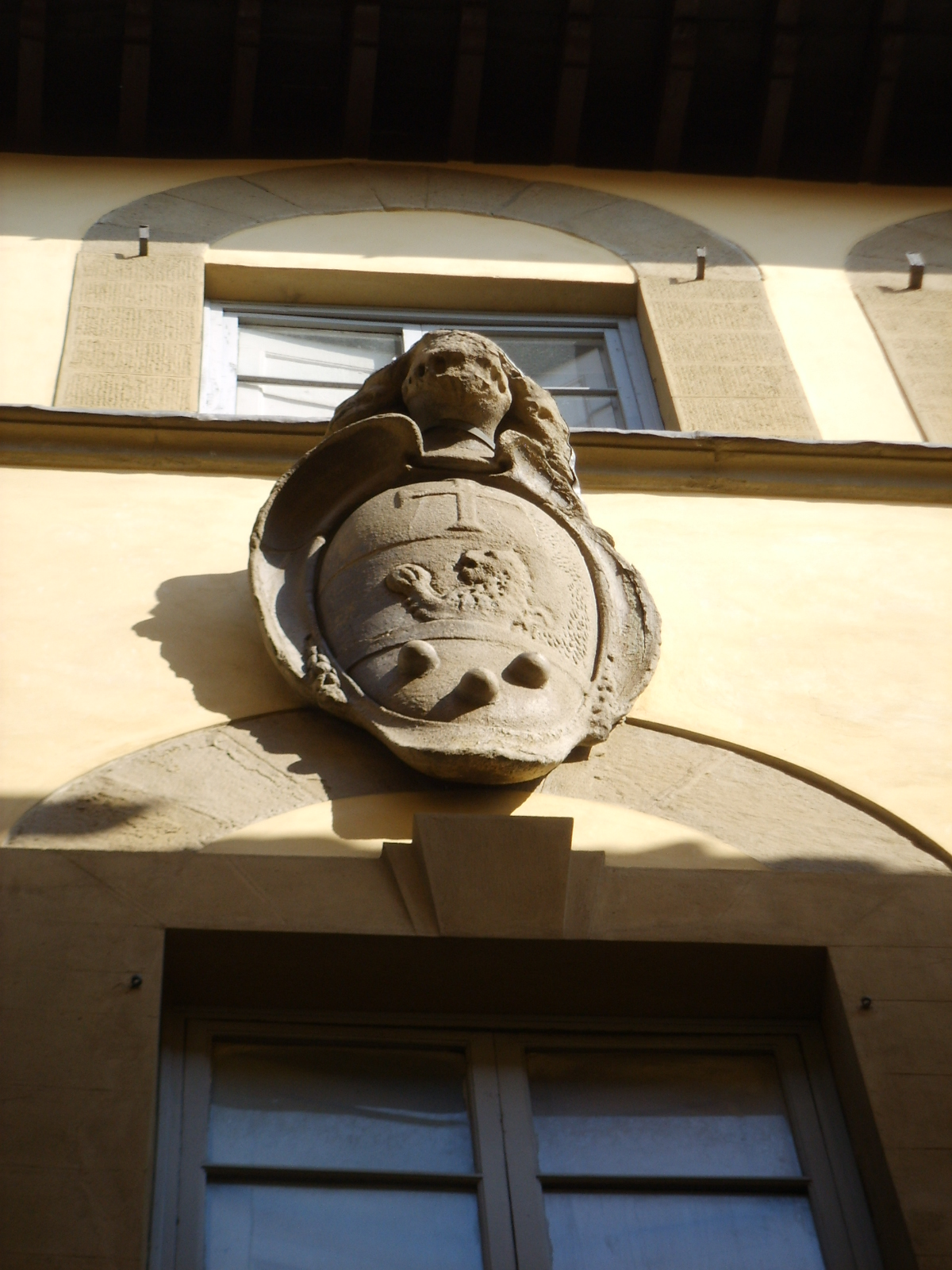
Lo stemma del Giambologna

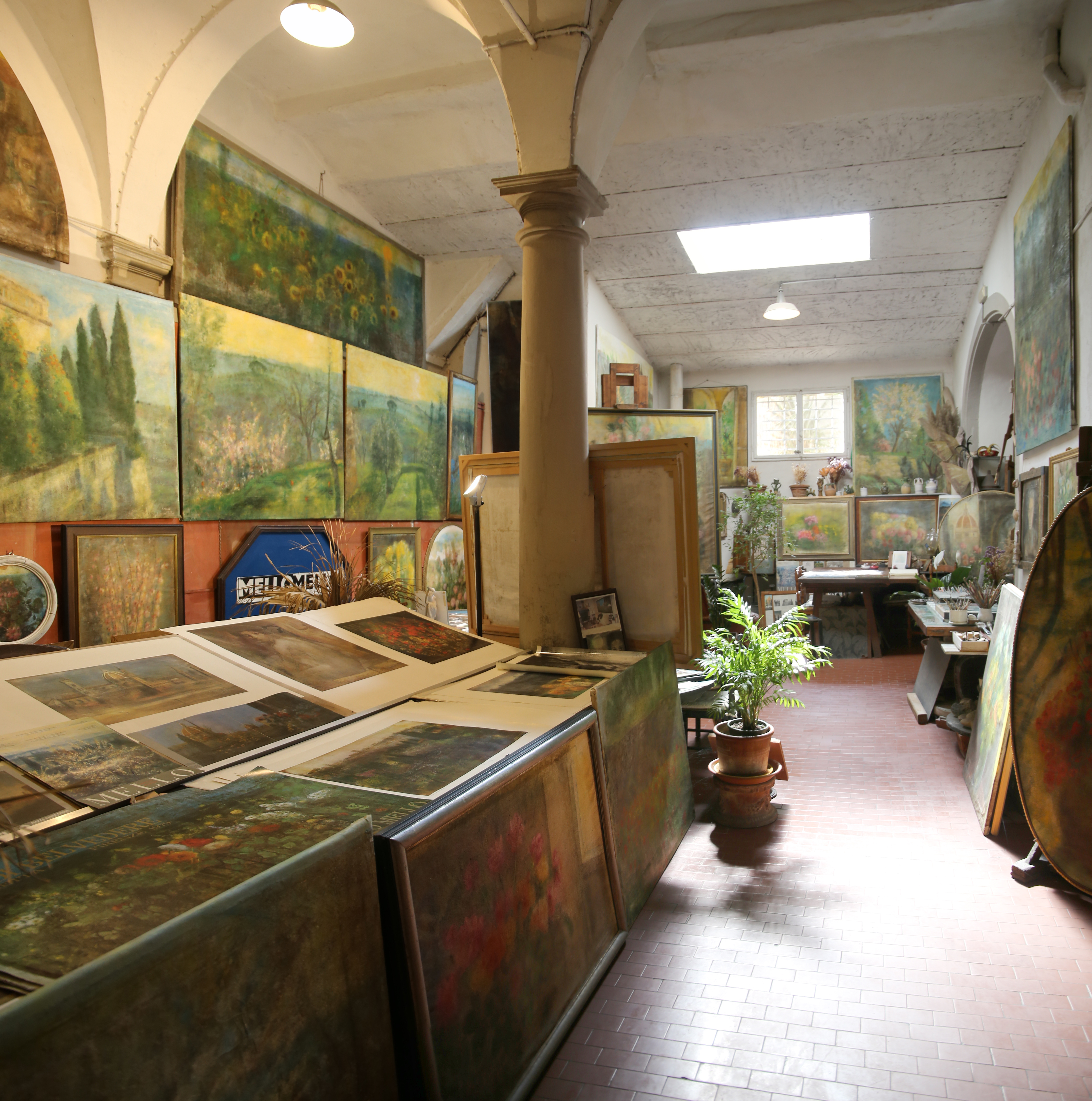
Le ex-scuderie, oggi sede della Fondazione Mello

Questo edificio (presumibilmente eretto nel tardo Quattrocento e nel Cinquecento di proprietà dello Spedale degli Innocenti) è noto per essere stato proprietà del grande scultore Jean de Boulogne, conosciuto come il Giambologna, che qui ebbe abitazione e, nei vasti locali che occupano il piano terreno e che giungevano fino a via di Mezzo, laboratori, officina e scuola. Così Filippo Baldinucci ricostruiva il clima di quegli anni, che della casa aveva fatto sicuro punto di riferimento per un nutrito gruppo di artisti: «Aveva già il Gian Bologna ottenuto dal granduca la bella casa di Pinti, ricca non solamente di nobili stanze per abitare, ma eziandio di luoghi atti a contenere agiatamente, e marmi, e statue, e modelli, ed ogni cosa necessaria, ed opportuna alla maestranza del fondere, e condurre di getto ogni gran cosa di metallo, oltre al potere dar luogo alla gran copia di giovani scolari di diverse nazioni, di che abbondava sempre quel gran maestro; fra questi era Pietro Francavilla fiammingo, Anzireccelle tedesco, Adriano pure fiammingo, Antonio Susini, Francesco, e Guasparri della Bella fratelli del celebre Stefano della Bella, e Francesco Piccardi figliolo del soprannominato Jacopo, tutti fiorentini, ma quelli che fra sì gran numero di discepoli del Gian Bologna faceva la prima figura era il Francavilla».
Acquistato dall'artista l'edificio di abitazione nel 1587 per 1800 scudi (la notizia che fosse stato donato dal granduca è stata smentita dalle ricerche di Dimitrios Zikos), questo fu oggetto di importanti lavori promossi dallo stesso Giambologna per un ammontare complessivo di 600 scudi. Da qui uscirono le statue equestri di Cosimo I e di Ferdinando I per Firenze, quella al re di Francia Enrico IV, inviata a Parigi e distrutta durante la rivoluzione nel 1793, e quella a Filippo III di Spagna, oggi ancora collocata nella plaza Mayor di Madrid (1616).
Dopo la morte qui dell'artista (1608) l'edificio fu venduto dal suo bisnipote al granduca Cosimo II e da questi dato in usufrutto, come da volontà testamentaria del maestro, a Pietro Tacca, e ancora, nel 1640, per concessione del granduca Ferdinando II de' Medici, al figlio di questi, Ferdinando. Ancora dai suoi laboratori uscirono le fontane dei mostri marini e le statue del Monumento dei Quattro mori di Livorno.
Pochi anni dopo la morte di Ferdinando fu destinato da Cosimo III a Giovanni Battista Foggini, che comunque lo utilizzò esclusivamente come laboratorio (e questo fino alla sua morte nel 1725), avendo scelto come personale abitazione un palazzo di via Maggio. La letteratura situa inoltre qui, nel corso del tempo, momentanee residenze e utilizzo dei laboratori da parte di Matteo Rosselli, Lorenzo Lippi, Jacopo Ligozzi, Stefano della Bella e Francesco Janssens: in effetti, acquistata nel 1661 da Ferdinando II anche la porzione destinata a bottega, il fabbricato si poneva a tutti gli effetti come casa e studio degli scultori di corte, fornito di ampie officine e di fonderia.
Alienato nel 1785 da Pietro Leopoldo di Lorena a favore dei Petresi, passò ai Quaratesi nel 1816. Nel 1837, passato in proprietà ai Bellini delle Stelle e rimodernato in questi stessi anni dall'architetto Luigi Casamorata, l'edificio assunse il caratteri di abitazione signorile che ancora oggi gli è propria. Negli anni settanta Bargellini e Guarnieri ne denunciavano le pessime condizioni. Restaurato con sovvenzione della soprintendenza, è oggi visitabile una volta al mese su prenotazione.
Nelle ex-scuderie e in altri ambienti al piano terra (tra cui la stanza che fu della fornace) ha avuto per molti anni lo studio il pittore Franco Mello. Oggi è sede della Fondazione Mello.

## Descrizione

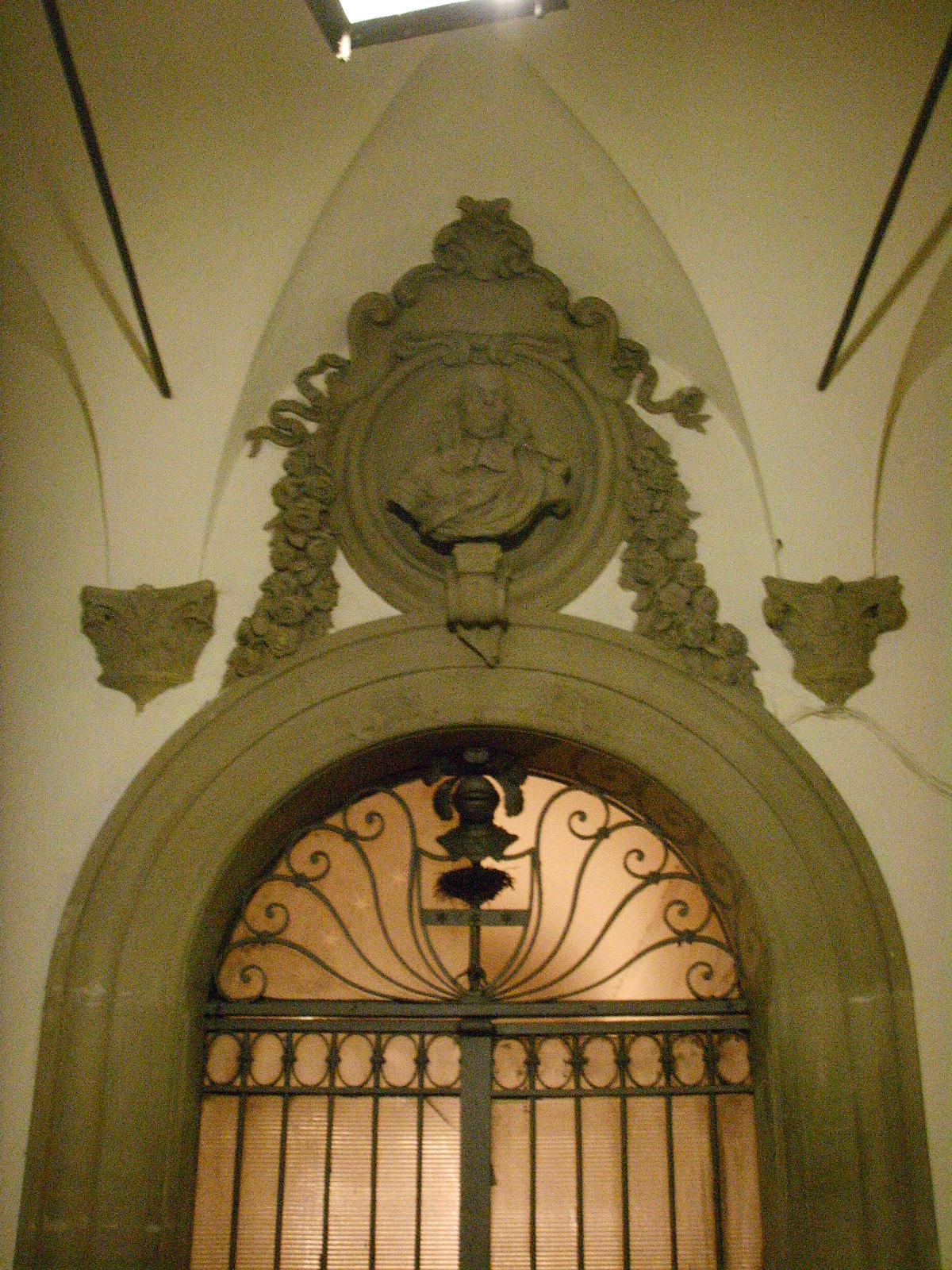
Atrio

Sul fronte, posto sul portone, è un busto di Ferdinando I de' Medici del Giambologna, datato 1603 e, sopra le finestre del primo piano, uno scudo con l'arme concessa dal granduca allo scultore, con una croce, una branca di leone e tre palle medicee. Il recente restauro (a riscattare l'edificio da uno stato di degrado già lamentato nel repertorio di Bargellini e Guarnieri) consente di leggere al meglio la misurata e elegante architettura del corpo principale (n. 26), organizzato su cinque assi e con finestre originariamente chiuse da archi in pietra.
L'atrio è decorato da una serie di tondi con fiorentini illustri (Michelangelo, Dante, Brunelleschi, e altri) e da un busto in pietra del granduca Cosimo III de' Medici. 
Il corpo di fabbrica contiguo, corrispondente agli antichi laboratori e soprelevato al tempo di Pietro e Ferdinando Tacca, è segnato da cinque finestre e da una vasta porta carraia proveniente da Palazzo Vecchio, smontata durante i lavori di fine Cinquecento e qui adattata. Qui ha sede ancora oggi un laboratorio d'artista. L'unitarietà del fronte del complesso su borgo Pinti, determinata dalla sovrapposizione delle attuali finestre su quelle più antiche, è attribuita da Emanuela Ferretti a Ferdinando Tacca (in base a puntuali confronti con il palazzo Corsini al Parione).
All'interno dell'edificio residenziale e delle ex-botteghe si leggono varie iscrizioni: su un architrave ad esempio
| QUI GIO BOLOGNA LARGHI ONORI E PREGI DALA GRANDUCA FERNANDO HAVUTI AL PADRE GRAN COSMO ALZÒ LA DEGNA STATUA EQUESTRE. |

A questa iscrizione fa eco sul lato opposto un'altra:
| DE TOSCHI AI PRIMI TRE GRAN DUCI ERETTO DI BRONZI E MARMI GRAN COLOSSI AL FIN QUI GIO BOLOGNA STANZA HEBBE E RIPOSO |

Infine sulla finestra interna a terrazzino affacciata sul giardinetto (oggi illeggibile):
IOHANNIS BOLOGNAE BELGAE
Da via Fiesolana, oltre una bassa costruzione adibita a rimessa, lo stradario di Bargellini e Guarnieri individuava ciò che sembrava restare della loggia e del giardino dell'edificio: in realtà la loggia è decisamente fuori dall'asse del palazzo e quindi di tutt'altra pertinenza.

## Bibliografia

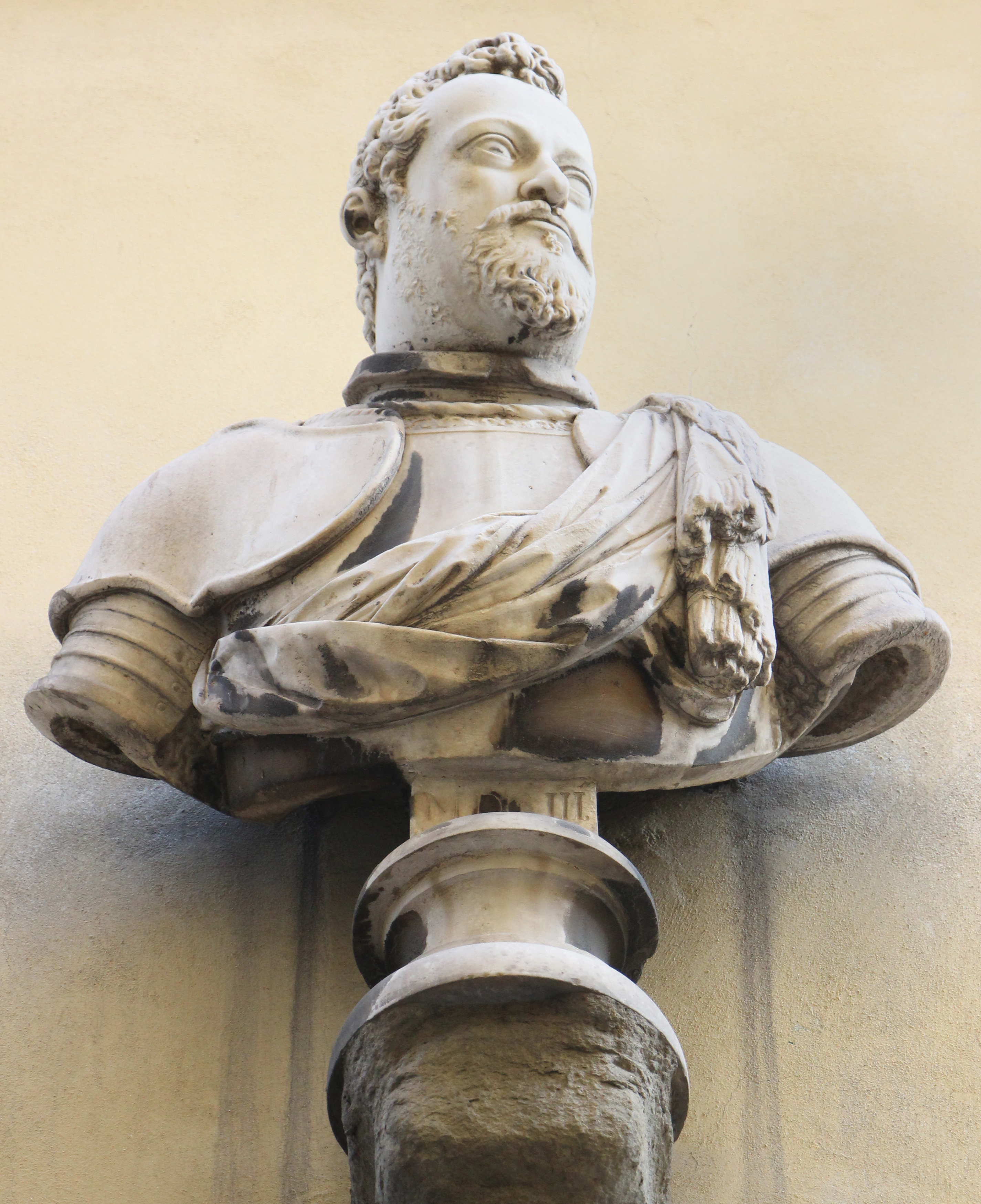
Il busto di Ferdinando I